# Die Leopardin
Die Leopardin ist ein Spionagethriller von Ken Follett. Unter dem Titel Jackdaws erschien das Buch erstmals 2001 im Macmillan-Verlag, London, in englischer Sprache. In Deutschland wird der Roman vom Bastei-Verlag verlegt. Die deutsche Erstausgabe stand 2 Wochen lang im Jahr 2002 auf dem Platz 1 der Spiegel-Bestsellerliste.

## Inhalt
Der Roman spielt während des Zweiten Weltkrieges in den zehn Tagen vor dem D-Day (6. Juni 1944). Schauplätze sind Frankreich und England.
Die britische Spezialeinheit Special Operations Executive (SOE) versucht gemeinsam mit der französischen Résistance, eine der wichtigsten Fernmeldezentralen der Deutschen Besatzer nahe Reims zu zerstören. Nachdem ein erster Angriff gescheitert ist und die Mehrzahl der SOE-Agenten erschossen wurde, kehrt die Protagonistin und Anführerin, die erfahrene SOE-Agentin Major Felicity „Flick“ Clairet, deren Deckname Leopardin ist, nach England zurück und stellt innerhalb kürzester Zeit eine Kommandoeinheit für einen zweiten Versuch zusammen. Um als Putzkolonne getarnt in das Gebäude eindringen zu können, benötigt sie eine Gruppe von möglichst akzentfrei Französisch sprechenden Frauen mit Kenntnissen über Fernmeldetechnik, Waffen und Sprengstoffen. Flick ist dabei gezwungen, auf Frauen zurückzugreifen, die vom Geheimdienst bei ihren ersten Bewerbungen als ungeeignet eingestuft worden waren. Die 6-köpfige reine Frauengruppe erhält den Decknamen Die Dohlen (englisch Jackdaws) und springt nach einem Crash-Training über Frankreich per Fallschirm ab. 
Als Scharfschützin heuert Flick ihre Jugendfreundin Baronin Diana Colefield an, die als erfolgreiche Jägerin vorgestellt wird, welche jedoch wegen ihrer adligen Herkunft Probleme mit militärischer Disziplin hat. Diana beginnt eine Affäre mit dem naiven Mitglied der Gruppe, Maude Valentine, mit der zusammen sie letztlich im Hôtel Ritz in Paris gefasst wird. Ruby Romain hingegen, die wegen einer Mordanklage im Gefängnis sitzt, kehrt als einzige Dohle neben Flick lebend aus Frankreich zurück. Sie gilt als entschlossen und brutal. Flick befreit sie nach der erfolgreichen Anbringung von Sprengsätzen aus zwischenzeitlicher Gestapo-Gefangenschaft, wobei jedoch die Sprengstoffexpertin Geraldine „Jelly“ Knight, eine bereits über 40 Jahre alte ehemalige Safeknackerin, ums Leben kommt. Bei der Explosion im Fernmeldezentrum stirbt der als Letzter von Flick angeworbene „Greta Garbo“, ein in Hamburg aufgewachsener homosexueller Transvestit, als Fernmeldetechniker Spezialist für die Lahmlegung des deutschen Kommunikationssystems.
Parallel zur Geschichte Flicks und der Dohlen berichtet der Roman von den Bemühungen des deutschen Majors Dieter Franck aus dem Stab von Generalfeldmarschall Erwin Rommel, der Flick ständig auf der Spur ist, da sie als erfolgreiche Agentin zahlreiche Kontakte zur Résistance hat und Franck auf dieser Grundlage den innerfranzösischen Widerstand noch vor einer Landungsoperation der Alliierten in Frankreich zerschlagen will. Franck, bis 1940 Kriminalpolizist in Köln, ist ein scharf kombinierender und gefühlskalter Verhörspezialist, der aus seinen Gefangenen mit verschiedenen Foltermethoden Informationen herauspresst, mit deren Hilfe er einen Plan nach dem anderen zur Ergreifung der Leopardin schmiedet. Trotz Ehefrau und zwei Kindern hat er eine französische Geliebte, die er vor der Deportation gerettet hat, die jedoch im Verlauf der Aktion von Flick erschossen wird.
Als Flick und Ruby nach erfolgreicher Sabotage der Fernmeldezentrale mit Hilfe des US-amerikanischen Offiziers Paul Chancellor, der die Operation leitet und sich in Flick verliebt und in den sich Flick ebenso vor der Operation verliebt, aus Frankreich fliehen wollen, stellt Franck ihnen eine letzte Falle. Dabei sterben sowohl Flicks Ehemann Michel Clairet, der Anführer der Résistance-Gruppe Bollinger (englisch Boulanger), als auch dessen Geliebte sowie Francks Adjutant, bevor Flick sich in einem Zweikampf gegen Franck durchsetzen kann und wohlbehalten nach England zurückkehrt.

## Publikationen
Als Übersetzungen sind außer der deutschsprachigen erschienen:
- Le Réseau Corneille in Französisch im Verlag Robert Laffont
- Le Gazze Ladre in Italienisch im Verlag Mondadori
- Alto Riesgo in Spanisch im Verlag Random House Mondadori

Der Roman ist auch als gleichnamiges Hörbuch erhältlich, bestehend aus 6 CDs und einer Spieldauer von 444 Minuten.